# 마법소녀 마도카☆마기카
《마법소녀 마도카☆마기카》(일본어: 魔法少女まどか☆マギカ 마호쇼조 마도카 마기카[*], 영어: Puella Magi Madoka Magica)는 일본의 샤프트에서 제작한 TV 애니메이션 작품이다. 2011년 1월부터 4월까지 마이니치 방송(MBS) 등에서 심야 애니메이션으로 방영되었다. 일본에서의 약칭은 ‘まどか’(마도카), ‘まどマギ’(마도마기).

## 소개
이 작품은 샤프트 단독으로서는 최초로 제작한 오리지널 애니메이션이다. Magica Quartet가 원안을 담당하였으며 《사야의 노래》, 《블랙 라군》등의 작품에서 활약한 우로부치 겐이 각본을, 《히다마리 스케치》 등으로 유명한 아오키 우메가 캐릭터 원안을 만들었으며 샤프트 특유의 연출력을 담당하는 신보 아키유키가 감독하였다. 음악 담당인 카지우라 유키는 이미 이전에 《코제트의 초상》에서 신보 아키유키와 함께 작업했던 적이 있으며, 본 애니메이션에서는 각본 담당인 우로부치 겐의 요구에 의해 음악 작업을 맡게 되었다.
감독인 신보 아키유키가 《히다마리 스케치》, 《바케모노가타리》 등의 애니메이션에서 프로듀서로서 그와 함께 작업했던 이와카미 요시마사에게 “마법소녀는 재미있어서, 기회가 되면 한 번 더 해보고 싶다.”라고 말하자, “신보 아키유키 감독의 새로운 마법소녀 작품을, 그것도 감독의 독자적인 개성있는 영상을 보다 표현하기 쉬운 오리지널 작품으로 보고 싶다.”라는 생각을 가지고 이와카미 요시마사가 기획한 애니메이션이 바로 이 작품이 되었다. 이후 신보 아키유키는 “지금까지 없었던 새로운 ‘마법소녀’가 태어나는 것은 아닐까요?”라고 말하기도 하였다. 덧붙여, 제목의 '마기카(Magica)'는 라틴어로 '마법의'를 의미하는 형용사 magicus의 여성형이다.
2011년 1월 첫 방송 이후 많은 인기를 얻었으나, 기존의 마법소녀 장르와는 다른 어두운 분위기와 일부 잔혹한 묘사 때문에 비판을 받기도 했었다. 그러나 오히려 이런 이질적인 분위기가 먹혀들어 해당 작품의 인기몰이에 톡톡히 공헌하였고, 기존 마법소녀물의 클리셰를 부순 색다른 시도라고 대호평을 받게 되면서 화가 진행될수록 이 작품이 추구하는 색다른 주제에 공감하는 사람들이 늘어나 비판은 거의 없어졌다.
작품 내에서 카나메 마도카가 공책에 그리는 마법소녀 의상의 일러스트 스케치는 마도카 역을 담당하는 성우인 유키 아오이가 그린 것이다.
2011년 도호쿠 지방 태평양 해역 지진의 영향으로 2011년 3월에 예정되어 있던 제11화와 제12화의 방영이 취소되었다. 이후 4월 21일의 심야 시간대에 제11화와 제12화가 연속 방영되면서 본 방송이 종료되었다.

## 등장인물
본작에서는 카나메 마도카, 아케미 호무라, 미키 사야카, 토모에 마미, 사쿠라 쿄코 5명의 마법소녀와 외계 생명체 큐베를 중심으로 이야기가 전개된다.
《[신편] 반역의 이야기》에서는 새로운 등장인물인 모모에 나기사도 추가되었다으

## 무대 설정
미타키하라, 견롱원(일본어: 見滝原 みたきはら[*])라고 하는 마을이 작품의 무대이다. 세계관은 미래 지향적이면서도 현대에서도 실현 가능할 듯 한 기술이 사용되고 있다는 것이 감독의 이미지이며, 극중에 등장하는 건축물은 두바이, 미국, 유럽 등에 실재하는 건물을 모델로, 장면에 따라서는 일본을 이탈 한 경관으로도 그려져 있다. 미타키하라는 최근에는 현대적인 도시 개발이 진행되는 지방도시로 설정되어 있으며, 신흥 주택지에 인공적인 경관 녹지와 시냇물이 정비되어 있고 교외에는 풍력 발전 시설 및 수문, 공장 등이 있다.
주인공들이 다니는 미타키하라 중학교는 일본 국외에 존재하는 건축물이 모티브가 되고, 최근 들어 큰 개조가 이뤄졌다는 설정에서 미래적인 경관을 가지고 있으며, 교실의 벽이 유리로 되어 있다.
본작의 세계는 마법소녀와 마녀가 존재하고 있지만, 일반적으로는 존재를 알지 못하고, 주인공 마도카도 제1화의 시점에서는 마법소녀와 마녀 등을 모르는 상태였다. 그러나 선사시대부터 전 세계의 많은 마법소녀가 남몰래 존재했으며, 역사를 움직여 왔고, 극중의 역사에 등장하는 인물은 실재했던 인물이다. 클레오파트라, 히미코, 잔다르크도 계약을 체결한 마법소녀였다고 설정되어 있다. 또한 마녀의 표적이 된 인간은 원인불명의 자살이나 살인사건을 일으키는 등이 있다고 한다.

## 작풍

### 장르
본작은 이미 유형이 확립해 있는 마법소녀물이라는 장르에 새로운 단면을 도입하도록 의도한 작품이다. 제목에는 마법소녀라고 적혀 있으나, 이른바 마법소녀물이라기보다는, 마법소녀를 모티브로 한 다크 판타지로써의 작풍이 짙다. 그리고 이 작품은 문학, 철학, 음악적 성격이 강하다는 것이 특징이다.
마법소녀 이외의 장르적 요소로서는, '전투 미소녀'의 요소, 주인공 주변의 매우 좁은 관계성이 중간 영역을 끼지 않고 세계의 명운에 직결한다는 의미에서의 '세카이계'의 요소, 백합적인 요소, 타임 루프의 요소, 등의 것이 있다.

### 구성
이야기는 대체로 약속의 축적으로 만들어져 있으나, 초반은 극단 이누카레가 그리는 환상적인 ‘마녀’와, ‘마녀’가 사는 세계(결계)의 악몽의 세계를 상기시키는 섬뜩한 배경 미술같은 요소이지만, 사랑스러운 오프닝 등으로 정통적인 마법소녀 작품의 분위기를 내고 있다.
그러나 이것은 마법소녀의 약속을 감안하여 복잡한 설명을 생략하고, 초반의 전개를 빠르게 진행하는 동시에 시청자들의 선입견을 역이용한 의외의 전개를 통합하기 위한 포석이다. 이야기는 점차 마법소녀가 된 주인공들에게 다가오는 가혹한 운명에 초점을 맞춘 전개로 보이고, 주인공들의 죽음이라는 충격적인 전개가 그려진 제3화 이후는 완전히 하드 작풍이 드러난다. 감독은 제3화 이후의 묘사에 잔인한 장면을 보여주고 싶은 것이 아닌, 그에 맞서는 사람들의 감정을 보여주고 싶었다고 말하고 있다. 또 제작팀은 극적인 상황을 위해 독일의 대문호 요한 볼프강 폰 괴테의 희극 《파우스트》의 스토리를 소재로 모티브를 했으며 파우스트와 비슷하거나 똑같은 장면, 이름을 만들었고 괴테의 작품과 관련된 이름을 지었다. 그래서 그런지 이 애니메이션은 파우스트와 연관성이 깊다.

## 용어

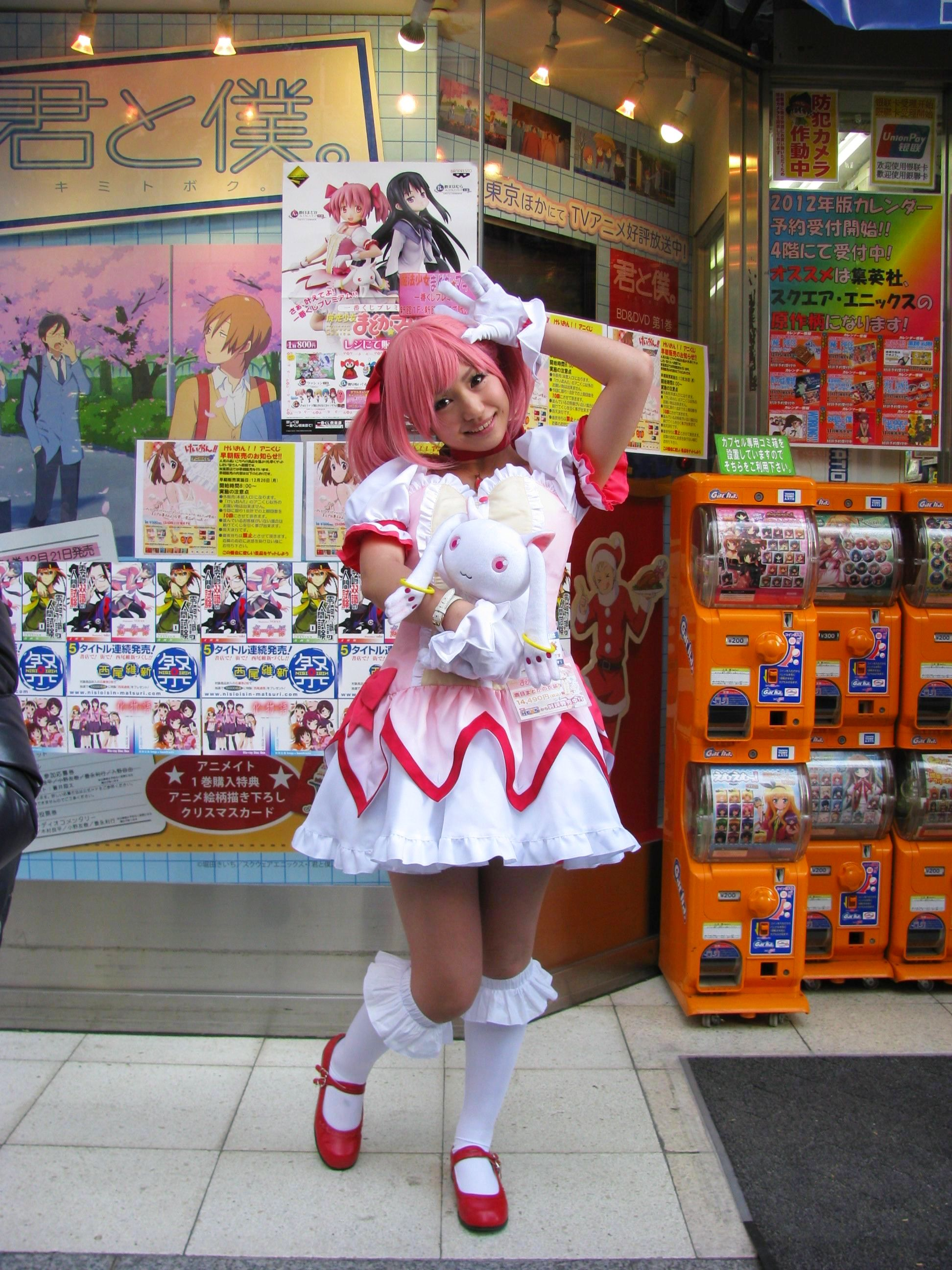
마법소녀 코스프레

마법소녀(일본어: 魔法少女 まほうしょうじょ[*])
세상 이곳저곳에 나타나는 마녀를 쓰러뜨리는 존재. 큐베와의 계약을 통해 마법소녀의 힘을 얻을 수 있으며, 계약 후에는 고유의 의상과 무기, 그리고 소울 젬을 장비하게 된다. 그리고 마법소녀가 마법을 사용할 때마다 소울 젬이 오염되는데, 이것이 한계에 다다르면 마녀로 변한다. 또, 마법소녀가 극적인 절망을 했을 때 발생하는 에너지는 큐베에 의해 우주의 균형을 유지하는 에너지원으로서 사용된다.
마녀(일본어: 魔女 まじょ[*])
마법소녀가 싸워야 할 존재. 사람의 형상을 유지하지 않고, 이형의 모습으로 나타난다. 절망이나 저주로부터 태어난 부정적인 존재로 마법소녀와는 반대개념이라 할 수 있다. 마녀 각각은 '고유결계'를 가지고 있으며, 그 곳은 마녀의 속성이 반영되어 있다. 결계에만 침입할 수 있으면 마력뿐만 아니라 통상의 총기 등을 이용해도 치명상을 줄 수 있다. 마녀의 기원은 그리프 시드가 부화하거나, 사역마가 인간을 잡아먹으면서 성장하는 것 등이 있다. 또, 마법소녀의 소울젬이 흑화하면 마법소녀는 마녀가 된다. 각각의 마녀 및 사역마에는 개별적인 설정이 있으며, 본편에 무관계한 곳에서 설정에 근거한 행동을 실시하고 있다. 그들의 설정, 디자인, 결계내의 미술 등 거의 모두는 극단 이누카레가 담당하고 있다. 각 설정은 각본을 바탕으로 하지만 설정과 각본이 어긋나기도 했기 때문에 각본의 일부를 마녀의 설정에 맞춘 적도 있다.
마녀의 키스(일본어: 魔女の口づけ, まじょのくちづけ)
마녀가 사람들에게 사용한다. 마녀 각각이 가지는 고유의 엠블렘이 새겨지면 마녀의 입맞춤을 받은 것이며, 이것을 받게 된 사람들은 원인 모를 자살을 하거나 살인사건을 일으키게 된다.
사역마(일본어: 使い魔)
마녀의 부하.
소울 젬(일본어: ソウルジェム)
마법소녀가 큐베와 계약하면서 얻게 되는 보석으로, 마법소녀가 사용하는 마력의 원천이자 변신의 매개체이다. 타원형의 조각 공예품 모양이며, 색깔과 꼭대기의 마크는 마법소녀마다 다르다. 평상시에는 반지 형태이어서 손가락에 끼우고 다닐 수 있고, 옆부분에는 마녀 문자로 자신의 이름이 적혀져 있다. 한편 마법소녀로 변신한 후에는 몸에 장식하는 악세사리 형태가 되고, 왼손 중지 손톱에 이 소울 젬의 문양이 새겨진다. 마법소녀로서 활동하며 마력을 소모할 때마다 더러움이 쌓여 점점 원래의 빛깔을 잃지만, 마녀를 쓰러뜨렸을 때 가끔 떨어뜨리는 그리프 시드를 이용해 오염을 씻어낼 수 있다. 이니셜은 Soul Gem(소울 젬)을 줄인 SG로, Grief Seed(그리프 시드)의 약자인 GS와 역순이다.
그리프 시드(일본어: グリーフシード)
마녀가 가지고 있는 알. 마법소녀가 마녀를 쓰러뜨렸을 때 이따금씩 얻을 수 있는 보상이다. 마력의 소비에 의해 생겨난 소울 젬의 오염을 흡수해 정화하는 기능을 하며, 소모품이기 때문에 일정 횟수 이상 사용하면 더러움을 빨아들인 그리프 시드에서 마녀가 부화한다고 한다. 그리고, 더러워진 소울 젬의 오염도가 한계에 달하여 바뀌는 모습이다. 오염이 한계에 다다른 그리프 시드는 큐베가 먹어 처리하고 있다.

## 제작진
- 원작 - Magica Quartet
- 감독 - 신보 아키유키
- 시리즈 디렉터 - 미야모토 유키히로
- 시리즈 구성·각본 - 우로부치 겐
- 캐릭터 원안 - 아오키 우메
- 캐릭터 디자인 - 키시다 타카히로
- 프로덕션 디자인 - 극단 이누카레
- 총작화 감독 - 타니구치 준이치로, 타카하시 미카
- 액션 디렉터 - 아베 노조무, 카미타니 토모히로
- 레이아웃 설계 - 마키 타카오
- 미술 감독 - 이나바 쿠니히코(제1~6화), 카네코 유지(제1~6화), 나이토 타케시(제7~12화)
- 미술 설정 - 오하라 모리히토
- 색채 설계 - 히비노 진, 타키자와 이즈미
- 시각 효과 - 사카이 모토이
- 촬영 감독 - 에토 신이치로
- 편집 - 마츠바라 리에
- 음향 감독 - 츠루오카 요우타
- 음향 제작 - 라쿠온샤
- 음악 - 카지우라 유키
- 음악 제작 - 애니플렉스
- 프로듀서 - 이와카미 아츠히로, 카토 이쿠오, 호소카와 오사무, 도이 요시나오, 카나니와 코즈에, 마루야마 히로오
- 애니메이션 프로듀서 - 이와키 타다오
- 애니메이션 제작 - 샤프트
- 제작 - Madoka Partners(애니플렉스, 호분샤, 하쿠호도 DY Media Partners, Nitro+, 무빅, 샤프트), 마이니치 방송

## 주제가
오프닝 테마 〈커넥트〉(コネクト)
작사·작곡 - 와타나베 쇼우
노래 - ClariS
엔딩 테마 〈Magia〉
작사·작곡·편곡 - 카지우라 유키
노래 - Kalafina
삽입곡 〈〈커넥트〉 게임 Inst.〉(「コネクト」ゲームインスト)
작사 - 와타나베 쇼우
사용화수 - 제6화
BD판의 엔딩 테마
1화~2화 - 유우키 아오이 <마타 아시타(また あした)>
7화~8화 - 노나카 아이·키타무라 에리<and I'm home>
3화~6화, 9화~11화 - Kalafina <Magia>

## 방영 목록
부제의 풀이는 애니플러스의 표기를 따른다.
| 화수   | 부제 (원제/풀이)                                                                            | 각본        | 그림 콘티       | 연출              | 작화감독 | 예고 일러스트 |
| ------ | ------------------------------------------------------------------------------------------- | ----------- | --------------- | ----------------- | --- | ------------- |
| 제1화  | 夢（ゆめ）の中（なか）であった、ような… (꿈속에서 만난 듯한… )                              | 우로부치 겐 | 아시노 요시하루 | 미야모토 유키히로 | 에바타 료우마                                                                                               |               |
| 제2화  | それはとっても嬉（うれ）しいなって (그건 정말 기쁠 거라고)                                  | 우로부치 겐 | 아시노 요시하루 | 무카이 마사히로   | 타카하시 미카 지츠하라 노보루 토리야마 후유미                                                               | 히카와 헤키루 |
| 제3화  | もう何（なに）も恐（こわ）くない (이제 아무 것도 무섭지 않아)                               | 우로부치 겐 | 아시노 요시하루 | 야세 유키         | 시오츠키 카즈야 카미타니 토모히로                                                                           | 츠지 산타     |
| 제4화  | 奇跡（きせき）も、魔法（まほう）も、あるんだよ (기적도, 마법도 있는 거야)                   | 우로부치 겐 | 사사키 신사쿠   | 오마타 신이치     | 오제키 미야비                                                                                               | 코바야시 진   |
| 제5화  | 後悔（こうかい）なんて、あるわけない (후회따위 할 리 없어)                                  | 우로부치 겐 | 오마타 신이치   | 마지마 히로타카   | 혼다 미노 마츠모토 마유코 코스게 카즈히사                                                                   | 유폰          |
| 제6화  | こんなの絶対（ぜったい）おかしいよ (이건 정말 이상해)                                       | 우로부치 겐 | 사사키 신사쿠   | 아사리 후지아키   | 미야지마 히토시 후쿠나가 준이치                                                                             | 우에다 하지메 |
| 제7화  | 本当（ほんとう）の気持（きも）ちと向（む）き合（あ）えますか？ (진심과 마주할 수 있겠어요?) | 우로부치 겐 | 니시다 마사요시 | 키도코로 사토아키 | 코바야시 료 카도 토모아키                                                                                   |               |
| 제8화  | あたしって、ほんとバカ (나는 정말 바보야)                                                   | 우로부치 겐 | 오마타 신이치   | 아키하타 타카시   | 콘도 유지 마츠모토 아키유키                                                                                 | 후지마 타쿠야 |
| 제9화  | そんなの、あたしが許（ゆる）さない (그런 건 내가 용서 못해)                                 | 우로부치 겐 | 시치시마 노리코 | 무카이 마사히로   | 카타야마 미유키 한자와 준 세키구치 마사히로 마츠모토 모토키 시오츠키 카즈야 이와사키 야스토시 이토 아키히코 | 나마니쿠 ATK  |
| 제10화 | もう誰（だれ）にも頼（たよ）らない (이제 누구에게도 의지하지 않아)                          | 우로부치 겐 | 사사키 신사쿠   | 야세 유키         | 이토 요시아키 시오츠키 카즈야                                                                               | 무라 쿠로가와 |
| 제11화 | 最後（さいご）に残（のこ）った道（みち）しるべ (마지막 남은 이정표)                         | 우로부치 겐 | 이토 토모히코   | 와타나베 코토노   | 미야마에 신이치 후지사와 토시유키                                                                           | 브리키        |
| 최종화 | 私(わたし) の、最高（さいこう）の友達（ともたち） (나의, 최고의 친구)                       | 우로부치 겐 | 사사키 신사쿠   | 미야모토 유키히로 | 타니구치 준이치로 타카하시 미카                                                                             | 아오키 우메   |

## 극장판
2011년 12월호 뉴타입을 통해 극장판 제작결정이 알려졌으며 극장판은 《[전편] 시작의 이야기》과 《[후편] 영원의 이야기》으로 나뉜다. 각각 2012년 10월 6일, 10월 13일 개봉하였고, 대한민국에서는 10월 27일 오후 1시~오후 6시에 메가박스 동대문 M, 2, 3, 4, 5관에서 1회 상영되었으며, 애니플러스에 의하면 전석 매진을 기록하였다고 한다. 《신편 (반역의 이야기)》는 2013년 11월 30일부터 2013년 12월 1일까지 역시 애니플러스 주최로 특별상영회가 열렸다. 국내 정식개봉은 일본측과의 협의 문제로 없을것으로 예상된다. 《[신편] 반역의 이야기》Blu-ray가 2014년 1월 15일에 예약판매가 시작되어 2014년 4월 2일에 발매되었다. 대한민국에서는 애니플러스가 일본과 동시발매를 하였으나, 한국어 자막과 점포별 특전이 없다는 이유로 불만을 사고 있다.
《[전편] 시작의 이야기》와,《[후편] 영원의 이야기》는 TVA판과 내용의 차이가 없었으나,《[신편] 반역의 이야기》에서는 전과는 다른 새로운 이야기이다.

## 작품의 평가

### 판매
일본 시장에서는 2011년 4월 27일에 발매된 BD 제1권의 첫 주 판매량은 5만 3000매를 매상, 텔레비전 애니메이션의 블루레이 미디어 첫 주 매출은 지금까지 최고였던 《바케모노가타리》6권의 5만 1000장을 뽑아 사상 최고를 기록하였다.
북미 시장에서는 이전에 비해 일본의 애니메이션이 존재감을 보여줄 수 없는 상황이 계속되고 있었으나, 본작 소책자 부속의 더빙판 DVD는 일반적으로 약 2배의 가격이면서도, 예약이 매진되는 호조를 보였다.
극장판 마법소녀 마도카☆마기카의 [전편]과 [후편]의 흥행수익은 2작품을 합해서 11억엔 돌파를 기록하였는데, [신편]은 심야 애니메이션에서 출발하는 영화 작품으로써는 처음으로 20억엔을 돌파하는 흥행수익을 기록하였다. 또한 2014년 4월 2일에 발매된 [신편]의 Blu-ray의 완전생산한정판은 첫 주 12.8만매를 매상하였고 애니메이션 BD로써는 에반게리온 신 극장판에 이어 역대 3위의 첫 주 매상을 기록하였다.

### 수상 내역
- 제16회 애니메이션 고베상 작품상 텔레비전 부문
- newType×마치★아소비 애니메이션 어워드 2011
  - 작품 상 (TV 방송 작품)
  - 캐릭터 상 (여자) - 아케미 호무라
  - 캐릭터 상 (마스코트) - 큐베
  - 여우 주연상 - 유키 아오이
  - 여우 조연상 - 사이토 치와
  - 주제가 상 - 커넥트
  - 극반 상
  - 감독 상
  - 시나리오 상
  - 캐릭터 디자인 상
  - 촬영 상
  - 미술 상
  - 색채설정 상
  - 효과 상
- 2011 동상 - 「僕と契約して、○○になってよ!」
- 제15회 문화청 미디어 예술제 애니메이션 부문 대상
- 도쿄 국제 애니메이션 페어 2012 제11회 도쿄 애니메이션 어워드
  - TV 부문 우수 작품상
  - 개인 부문 감독상 - 신보 아키유키
  - 개인 부문 각본상 - 우로부치 겐
- 제6회 성우 어워드
  - 여우 주연상 - 유키 아오이
  - 여우 조연상 - 카토 에미리
- 일간 스포츠 제1회 일간 애니메이션 그랑프리
  - 퀸 오브 히로인 상 - 카나메 마도카
  - 최악의 다크 캐릭터 상 - 큐베
  - 베스트 TV 애니메이션 상
  - 베스트 애니메이션 악곡상 - 커넥트
  - MIP 여성 성우상 - 유키 아오이
- 제32회 파리 도서전 제19회 애니메이션&만화 대상 최우수 에스 포워르 상
- Licensing of the Year 2012 in JAPAN 선정위원특별상
- 제43회 성운상 미디어 부문
- 제11회 센스 오브 젠더상 시스터 후드 포상

### 극장판 [신편] 반역의 이야기
- 제37회 일본 아카데미 상 우수 애니메이션 작품상
- 도쿄 애니메이션 어워드 페스티벌 2014 애니메이션 올해 부문 극장 공개 부문 우수상

### 내용주
1. ↑  신보 아키유키, 우로부치 겐, 아오키 우메, 샤프트의 공유 필명
2. ↑  魔法少女まどか☆マギカ
3. ↑  신보 아키유키의 이전 마법소녀 장르 애니메이션으로는 《마법소녀 리리컬 나노하》가 있다.
4. ↑  제11화에서, 최종화의 극중에서는 그럴듯한 외모의 인물이 등장하는 것들은 언급은 되지 않는다. 그러나 각본에서는 이러한 인물이 실명으로 “클레오 파트라, 히미코, 잔다르크”라고 명기 되어 있다.
5. ↑  카나메 마도카의 캐릭터 송이다.

### 참조주
1. 1 2 3  《메가미 매거진》 2010년 12월호. 115쪽.
2. ↑  (일본어) 지금까지 없었던 새로운 마법소녀 애니메이션의 등장일까, 《마법소녀 마도카☆마기카》 공식 사이트 오픈 보관됨 2010-11-27 - 웨이백 머신 GIGAZINE. 2010년 10월 29일.
3. ↑  (일본어) 《마도카☆마기카》 제2화의 마도카의 일러스트를 유우키 아오이가 담당 오타☆스케. 2011년 1월 14일.
4. ↑  공식 가이드북 109페이지
5. 1 2  《마녀 또는 마법소녀》,《월간 뉴타입》제27권 제6호, 카도카와 쇼텐, 2011년 3월, 30-35쪽, 잡지 07009-03.
6. ↑  히로타 케이스케,《어른 애니메이션》vol.20, 10페이지.
7. ↑  (일본어)“용어 미타키하라 시” 마법소녀 마도카☆마기카 공식 사이트
8. ↑  (일본어)“용어 미타키하라 중학교” 마법소녀 마도카☆마기카 공식 사이트
9. ↑  히로타 케이스케, 《어른 애니메이션》vol.20, 10페이지.
10. ↑  BD / DVD 제6권, TV 애니메이션 제11화. 만화판 제3권 제11화, 86-87쪽.《The Beginning Story》제11화 각본 결정 원고, 148-149페이지.
11. ↑  虚淵玄,《The Beginning Story》, 148, 162페이지
12. ↑  BD / DVD 제1권, TV 애니메이션 제2화. 만화판 제1권 제2화, 39-72페이지.《The Beginning Story》제2화 각본 결정 원고, 22-35페이지.
13. ↑  (일본어)“アニメ質問状 ： 「魔法少女まどか☆マギカ」　新たな切り口の魔法少女に「賭けでした」”마이니치 신문 디지털 (2011년 4월 21일)
14. 1 2 3  (일본어)“まどか☆マギカ ： ヒット生んだ緻密な計算 「魔法少女」の常識覆す”마이니치 신문 디지털 (2011년 4월 27일)
15. ↑  伊川佐保子 (2011년 5월 7일). “「まどか☆マギカ」対「フラクタル」 ゼロ年代を経てつくられた2つのアニメ”. 《ニコニコニュース》 (ニワンゴ). 2011년 5월 8일에 확인함.
16. ↑  마에다 히사시,《어른 애니메이션》vol.20 8-9페이지.
17. 1 2  (일본어)“2011年アニメ界最大の衝撃作「魔法少女まどか☆マギカ」って知ってる!? 보관됨 2014-07-18 - 웨이백 머신” 카도카와 마케팅 (2011년 3월 31일)
18. ↑  노나카 아이·미즈하시 가오리 외에도《메가미 매거진》2011년 7월호 부록 11페이지.
19. ↑  아리무라 유우《어른 애니메이션》vol.20 32페이지.
20. ↑  신보 아키유키, DVD / Blu-ray 제2권 부속 소책자 4페이지.
21. ↑  〈메가미 매거진〉2011년 4월호.
22. ↑  “마도카 & 마기카 Festival” 애니플러스 공식 사이트
23. ↑  (일본어)“魔法少女まどか☆マギカ ： ＢＤ１巻 テレビアニメ史上最高の初週売り上げ オリコン”(2011년 5월 4일)
24. ↑  (일본어)“「魔法少女まどか☆マギカ」、米国上映が快調　スクリーン平均で全米2位”アニメ!アニメ!(2012년 10월 26일)
25. ↑  (일본어)“「深夜アニメから世界へ劇場へ拡充するまどか☆マギカ」” グループ社内報「Sony Family」 39ページ。 2012년 6월 11일
26. ↑  (일본어)“劇場版「まどか☆マギカ」が興収20億円突破！”シネマトゥデイ (2014년 1월 7일)

## 같이 보기
- 히다마리 스케치
- 바요네타
- 파우스트